# Zoques
Os zoques são um povo indígena da região do México que é descendente dos Olmecas e seus membros se espalharam pela região sul do México.